# Alfred Frenzel
Alfred Frenzel (Jablonec nad Nisou, 18 de setembro de 1908 — 23 de julho de 1968) foi um político
alemão e espião da Checoslováquia, tendo recebido o codinome de Anna pela Státní bezpečnost.
Era um dos mais importantes espiões da polícia secreta checoslovaca durante toda o período da Guerra Fria, infiltrado na Alemanha Ocidental desde a década de 1950.